# ارتش سرخ (فوتبال)
ارتش سرخ (به انگلیسی: Red Army) نام یک تشکیلات هولیگانی است که هواداران باشگاه فوتبال منچستریونایتد در آن عضویت دارند. این گروه بیشتر در دهه‌های ۷۰ . ۸۰ میلادی فعالیت داشت.